# Twelve (filme)
Twelve (bra: Twelve - Vidas sem Rumo)é um filme franco-americano de 2010 dirigido por Joel Schumacher, lançado no Brasil direto em DVD. O filme tem Chace Crawford e Emma Roberts como protagonistas.

## Elenco
- Chace Crawford - White Mike
- Rory Culkin
- Philip Ettinger
- 50 Cent
- Emma Roberts - Molly
- Kiefer Sutherland
- Jermaine Crawford - Nana